# Lobo-do-levante
O lobo-do-levante (Canis lupus deitanus) também chamado de lobo-do-sudeste-espanhol ou lobo-ibérico-levantino, trata-se de uma suposta subespécie do lobo-cinza que vivia na parte oriental da Península Ibérica. Podendo ser meramente uma variante do já conhecido lobo-ibérico, ou uma população do mesmo em processo de especiação. Descrito como menor que o lobo-ibérico e mais colorido que o próprio.

## Características
O lobo-do-levante era intermediário entre o lobo-ibérico e o lobo-dourado com relação a tamanho e peso, sendo de coloração mais notória e viva que as subespécies europeias de lobos já conhecidas, sendo tido como particularmente distinto por sua coloração avermelhada. Considerado morfologicamente muito similar ao lobo-ibérico. Espécie descrita a partir de indivíduos em cativeiro, os últimos lobos-do-levante foram avistados em Múrcia pela última vez em 1930, posteriormente lobos identificados como lobos-ibéricos foram avistados na zona, o que deixa em dúvida quanto a real taxonomia dos lobos da região.
Uma vez em vida, estes animais podem ter se especializado na caça de carneiros-da-Barbária, javalis e talvez consumido coisas menores como ratos, coelhos e lebres. Seus concorrentes naturais eram os urso-ibérico e em menor medida o lince-ibérico, apesar de também caçar o último.